# Watarai (Mie)
Watarai (度会町 Watarai-chō?) es un pueblo localizado en la prefectura de Mie, Japón. En junio de 2019 tenía una población de 7.925 habitantes y una densidad de población de 58,7 personas por km². Su área total es de 134,98 km².

## Geografía

### Localidades circundantes
- Prefectura de Mie
  - Ise
  - Taki
  - Ōdai
  - Tamaki
  - Taiki
  - Minamiise

## Demografía
Según datos del censo japonés, la población de Watarai ha disminuido en los últimos años.
| Año del censo | Población |
| ------------- | --------- |
| 1995          | 9.077     |
| 2000          | 9.218     |
| 2005          | 9.057     |
| 2010          | 8.692     |
| 2015          | 8.309     |